# Vladímir Kanaikin
Vladímir Alekséievich Kanaikin (Владимир Алексеевич Канайкин, nacido el 21 de marzo de 1985 en Atiurevo, Mordovia) es un marchador ruso.
El 29 de septiembre de 2007 Kanaikin impuso una nueva marca mundial en la disciplina de 20 kilómetros marcha en Saransk, Rusia. El marchista recorrió los 20 kilómetros en 1 hora, 17 minutos y 16 segundos, tiempo con el que rompió la marca que ostentaba el tres veces campeón mundial de marcha Jefferson Pérez, de Ecuador.
El 5 de agosto de 2008, Kanaikin y sus compañeros de entrenamiento, Serguéi Morozov, Víktor Burayev y Alekséi Voyevodin, así como a Ígor Yerojin y Anatoli Kukushkin fueron sentenciados por IAAF a permanecer apartados de la competición durante dos años después de dar positivo en pruebas de eritropoyetina (EPO).
Tras cumplir la sanción impuesta, el atleta volvió a la competición conquistando la plata en el Campeonato Mundial de Atletismo de 2011 celebrado en la ciudad coreana de Daegu y el bronce en Copa del Mundo de Marcha Atlética de 2012, celebrada en la ciudad rusa de Saransk.
El 20 de enero de 2015 fue sancionado de por vida por la agencia rusa antidopaje (RUSADA), por reincidencia. La sanción tiene efecto desde el 17 de diciembre de 2012 pero afecta a los resultados obtenidos en los períodos comprendidos entre el 25 de enero y el 25 de marzo y entre el 16 de junio y el 27 de septiembre, todos de 2011.
El 24 de marzo de 2016 el TAS descalificó a Borchin de todos sus resultados entre el 14 de agosto de 2009 y el 15 de octubre de 2012 acusado de dopaje, ampliando de esta forma el periodo en el que se anulaban sus resultados. 
Debido a todo ello perdió su subcampeonato del mundo en Daegu 2011 y el bronce en la Copa del Mundo de Marcha de Saransk 2012. También se cambió su sanción para competir de por vida a una sanción de 8 años.